# Primula fagosa
Primula fagosa är en viveväxtart som beskrevs av Isaac Bayley Balfour och Craib. Primula fagosa ingår i släktet vivor, och familjen viveväxter. Inga underarter finns listade i Catalogue of Life.